# St. Georg (Bühel)

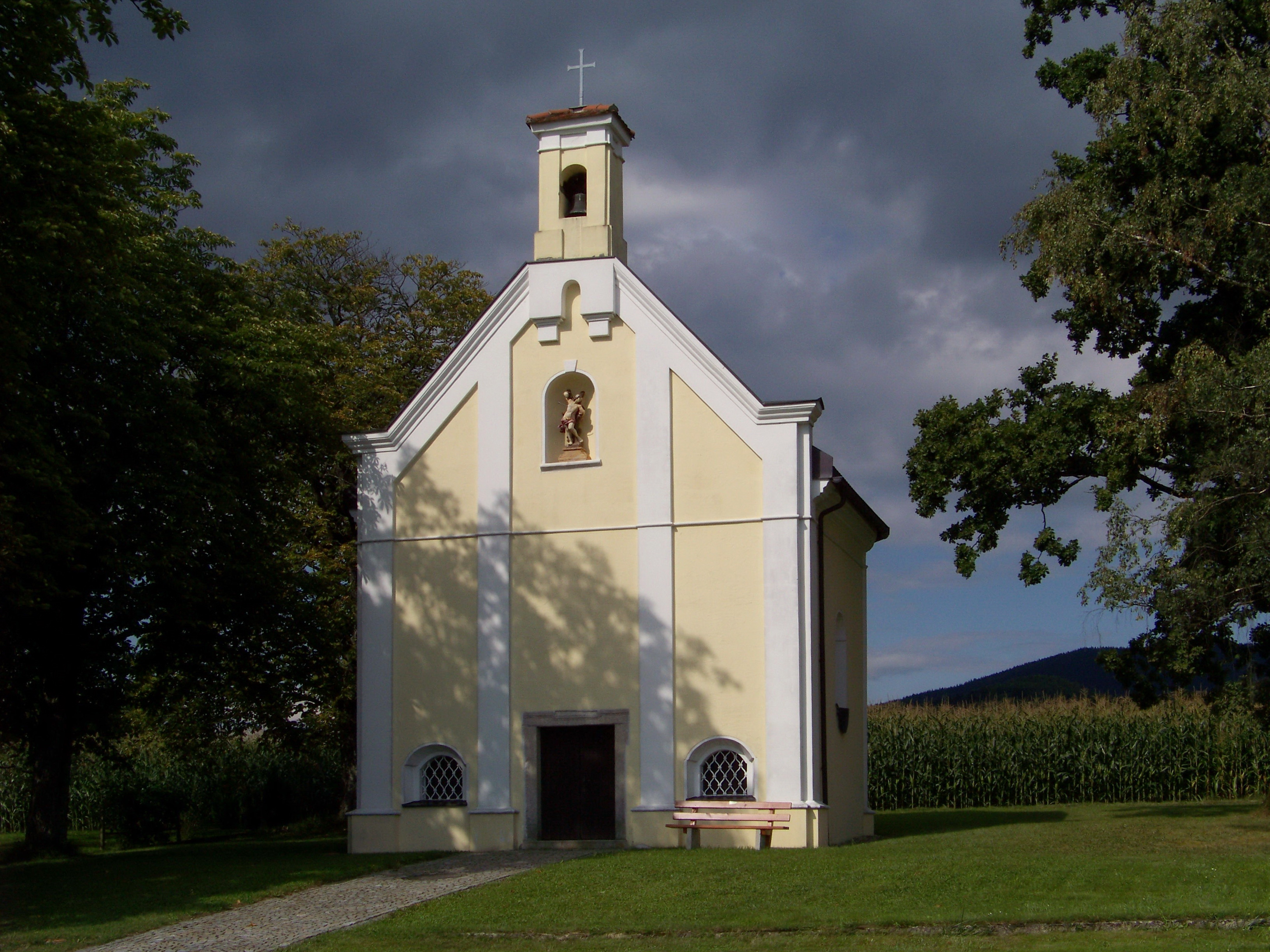
St. Georg in Bühel

Die römisch-katholische Kapelle St. Georg steht in Bühel, einem Gemeindeteil des Marktes Schwarzach im niederbayerischen Landkreis Straubing-Bogen. Sie ist in der Liste der Baudenkmäler in Schwarzach (Niederbayern) unter der Nr. D-2-78-187-26 eingetragen. Die Kapelle gehört zum Dekanat Straubing-Bogen im Bistum Regensburg.

## Beschreibung
Die barocke Kapelle wurde um 1720 erbaut. Sie besteht aus dem Langhaus und der halbrunden Apsis im Norden. Über der Fassade im Süden, in der sich der Eingang befindet, erhebt sich ein Dachreiter mit einer Glocke. Im Giebel steht in einer Rundbogennische eine Figur des heiligen Sebastian. In der Segmentkuppel der Apsis ist das Auge der Vorsehung dargestellt. Der Altar ist mit der Wand des Chors fest verbunden und reich mit Stuck gestaltet. In der Mittelnische unter einem Rundbaldachin mit von Engeln gerafften Vorhängen steht eine Statue des Christus in der Rast oder Christus im Elend. Es zeigt Jesus fast völlig entkleidet vor seinem Weg zur Kreuzigung. Die Figur ersetzt eine Statue des heiligen Georg, die früher in der Nische stand.